# بروس فوغل (سياسي)
بروس فوغل (بالإنجليزية: Bruce Vogel)‏ هو سياسي أمريكي، ولد في 24 ديسمبر 1958 في سلايتون في الولايات المتحدة. حزبياً، نشط في الحزب الجمهوري لمينيسوتا ‏ والحزب الجمهوري. وقد انتخب عضو مجلس نواب مينيسوتا.